# Nagunt Mesa
Nagunt Mesa es una cumbre montañosa de 2.373 m situada en la zona de Kolob Canyons del parque nacional de Zion, en el condado de Washington, Utah, Estados Unidos.

## Descripción
Su vecino más alto es la montaña Timber Top, a 2,1 km al sur, y Paria Point y Tucupit Point están situados al norte. Las paredes de arenisca jurásica de los Navajos rodean esta característica en forma de mesa, con una altura de hasta 1.400 pies en algunos lugares. La escorrentía de las precipitaciones de la mesa desemboca en Timber Creek, que forma parte de la cuenca del río Virgin. El nombre nagunt de esta característica es la palabra Paiute para "borrego cimarrón".

## Clima
La primavera y el otoño son las estaciones más favorables para visitar Nagunt Mesa. De acuerdo con el sistema de clasificación climática de Köppen, se encuentra en una zona climática semiárida fría, que se define porque el mes más frío tiene una temperatura media inferior a 32 °F (0 °C), y porque al menos el 50% de las precipitaciones anuales totales se reciben durante la primavera y el verano. Este clima desértico recibe menos de 254 mm de lluvia anual y las nevadas son generalmente ligeras durante el invierno.

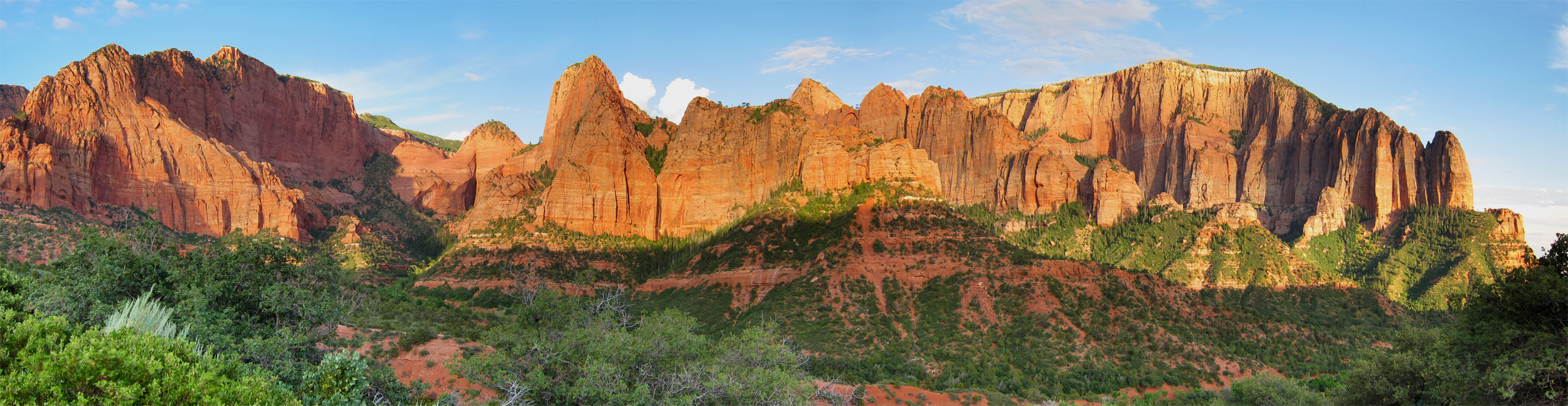
Cañones de Kolob: Beatty Point (izquierda), Nagunt Mesa (izquierda del centro), Timber Top Mountain (derecha)